# Schildkrötensuppe
Schildkrötensuppe (englisch turtle soup, französisch claire de tortue) ist eine klare Brühe aus dem Fleisch der Grünen Meeresschildkröte (die daher früher auch den Trivialnamen „Suppenschildkröte“ trug) sowie Rind und Kalbsfuß, die mit einer speziellen Kräutermischung, „Schildkrötenkräuter“ genannt, gewürzt und meist mit Sherry oder Madeira abgeschmeckt wird. Das Schildkrötenfleisch wird vor dem Servieren fein gewürfelt hinzugegeben.

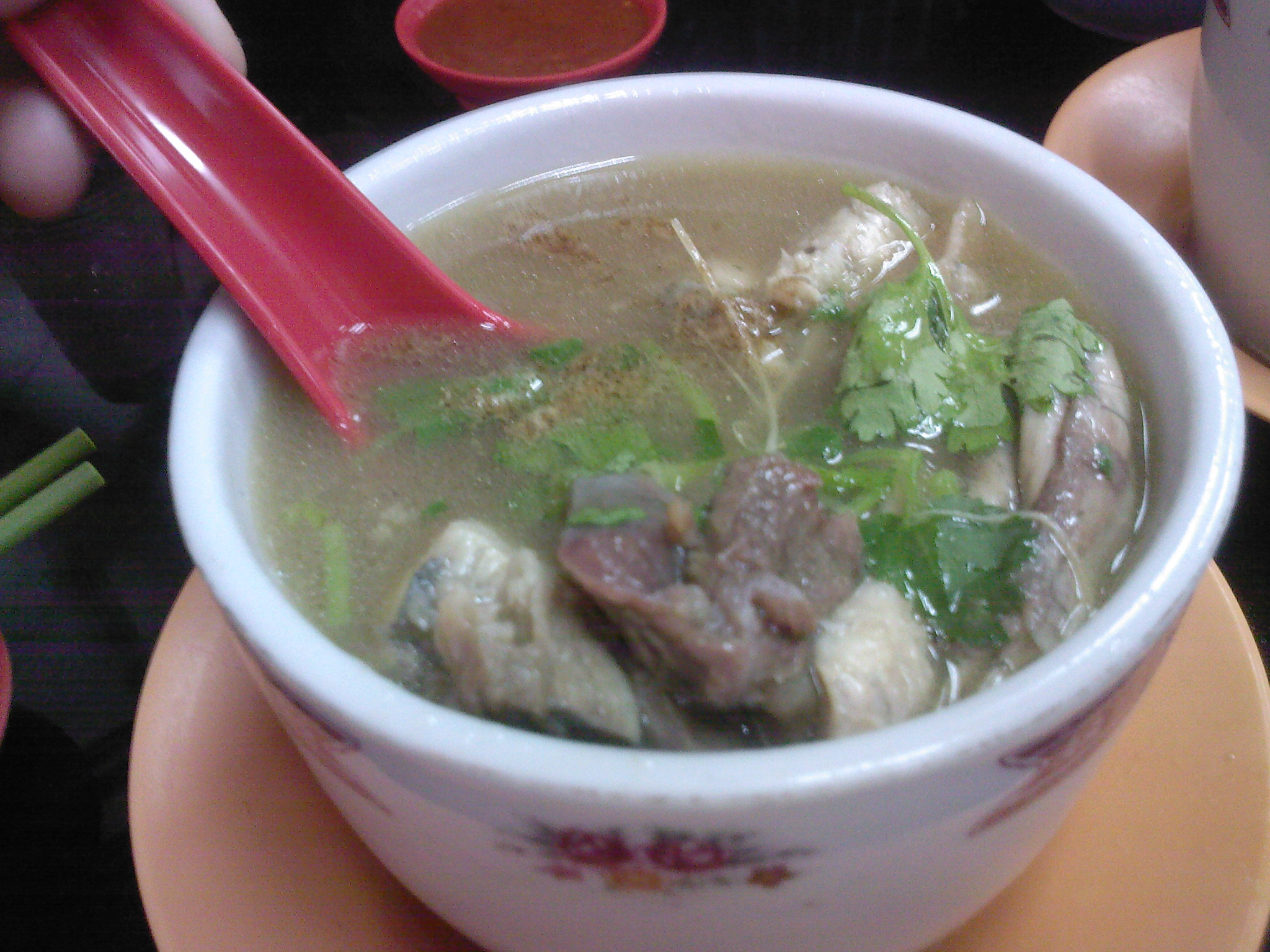
Chinesische Schildkrötensuppe

## Geschichte
Die im 18. Jahrhundert in Großbritannien erfundene Schildkrötensuppe hat ein dunkel bernsteinfarbenes Aussehen, einen sehr aromatischen Geruch und einen speziellen, pikanten Geschmack. Sie erlangte bald den Ruf, die „Königin der Suppen“ zu sein, sicher auch wegen der für Europäer zum Teil exotischen Zutaten. Später wurde sie auch in Konservendosen als Feinkost angeboten.
Bei der Variante Lady Curzon (benannt nach Mary Victoria Curzon) wird sie noch mit Schlagsahne bedeckt, mit Curry gewürzt und kurz gratiniert. Schildkrötensuppe Sir James ist mit Cognac und Madeira aromatisiert. Die ebenfalls klassische Variante mit Sterlet (claire de tortue au sterlet) enthält eine Einlage aus Streifen von Sterletfleisch, Sterletklößchen und Aalruttenleber.
Bereits gegen Ende des 19. Jahrhunderts war allerdings die Grüne Meeresschildkröte, durch die Bejagung für Schildkrötensuppe und andere Gerichte aus Schildkrötenfleisch, von der Ausrottung  bedroht, was der Suppe zunächst nur zu mehr Exklusivität verhalf. Sie galt als schick und wurde unter anderem bei der Eröffnung des Berliner Fernsehturms (1969) gereicht. In Deutschland stand Schildkrötensuppe in den 1970er Jahren noch auf zahlreichen Speisekarten.
Seit 1988 steht die Grüne Meeresschildkröte unter dem Schutz des Washingtoner Artenschutzabkommens (CITES), welches den Handel mit ihrem Fleisch, sowie den Eiern und lebenden oder toten Grünen Meeresschildkröten und ihren Teilen (z. B. Panzer) unter Strafe stellt. Schildkrötensuppe ist somit nicht mehr legal erhältlich.

## Kommerzielle Anbieter und Varianten
Nach dem Zweiten Weltkrieg war der weltweit größte Hersteller von Schildkrötensuppe die deutsche Firma Eugen Lacroix in Frankfurt-Niederrad. Allein 1959 wurden dort 250 Tonnen Schildkröten verarbeitet. Nach Übernahme der Firma durch die Campbell Soup Company im Jahr 1979 wurde die Herstellung von Schildkrötensuppe 1984 aufgegeben. Das Frankfurter Lacroix-Werk wurde am 27. Juli 1996 geschlossen.
2002 wurde in Deutschland kurzzeitig eine aus nicht geschützten Schildkrötenarten hergestellte Suppe zum Verkauf angeboten, nach Protesten von Tierschützern (und weil keine nennenswerte Nachfrage bestand) nahm der Verkäufer das Produkt wieder vom Markt.
Schildkrötensuppe wurde traditionell in kleinen Tassen aus Porzellan serviert, die oft mit Schildkröten bemalt waren. Solche Tassen sind heute noch gelegentlich auf dem Antiquitätenmarkt anzutreffen.
In den Vereinigten Staaten wird Schildkrötensuppe in den Mittelatlantik- und Südstaaten aus der nicht bedrohten Schnappschildkröte hergestellt und auch in Dosen vermarktet.

## Mockturtlesuppe

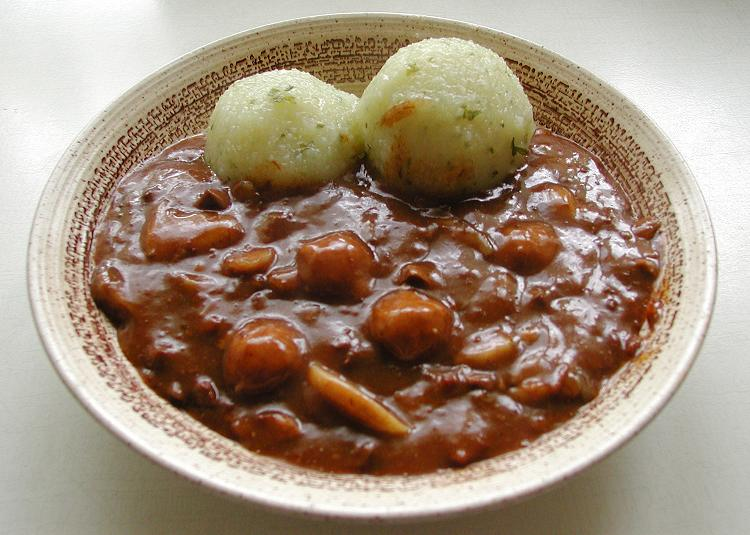
Niedersächsische Mockturtlesuppe mit Kartoffelklößen

Ursprünglich als preiswerter Ersatz für die Schildkrötensuppe gedacht, gibt es bereits seit Mitte des 18. Jahrhunderts die Mockturtlesuppe (englisch mock turtle soup, „unechte Schildkrötensuppe“), für die – bei sonst fast gleicher Zubereitung – statt Schildkrötenfleisch Kalbfleisch vom Kopf, teilweise auch Rindfleisch verwendet wird. Aufgrund der von 1714 bis 1837 währenden Personalunion zwischen den Königreichen Großbritannien und Hannover wurde die Mockturtlesuppe Teil der Landesküche von Niedersachsen.
In Fleischereien und Lebensmittelmärkten wird die Suppe auch in Dosen angeboten.